# 习骅
习骅（？—），男，汉族，江苏省人，中华人民共和国政治人物，现任中国共产党第二十届中央纪律检查委员会委员，中央纪委国家监委驻国家体育总局纪检监察组组长、党组成员。

### 人物经历
曾先后师从南京大学林仁栋教授、北京大学黄宗良教授，研究廉政立法和苏共问题。曾在中纪委驻国家新闻出版广电总局纪检组监察局，中纪委驻新闻出版总署纪检组监察局工作，担任过纪检监察室主任一职。